# Grallaricula lineifrons
Pita-formigueira-de-meia-lua ou torom-meia-lua (Grallaricula lineifrons) é uma espécie de ave da família Formicariidae.
Pode ser encontrada nos seguintes países: Colômbia e Equador.
Os seus habitats naturais são: regiões subtropicais ou tropicais húmidas de alta altitude.
Está ameaçada por perda de habitat.